# Paul Nemenyi
Paul Felix Nemenyi (ur. 1895 we Fiume (obecnie Rijeka w Chorwacji), zm. 1952 w Waszyngtonie) – węgierski fizyk i matematyk.

## Życiorys
W latach 1912–1918 studiował na Politechnice w Budapeszcie, w 1922 roku doktoryzował się w Berlinie (na dzisiejszym uniwersytecie technicznym Berlin). W latach 1925–1933 pracował naukowo na tejże uczelni. Po przejęciu władzy przez Adolfa Hitlera, wyemigrował w 1934 roku do Danii, niektóre źródła twierdzą, iż w czasie drugiej II wojny światowej pracował wraz z innymi węgierskimi uczonymi w Stanach Zjednoczonych przy projekcie budowy bomby atomowej (zobacz the Martians). Inne podają, że do Stanów Zjednoczonych dotarł dopiero w roku 1946. Sprawdzalnym faktem jest, iż 9 maja 1945 roku jeden z podpisów pod petycją w sprawie założenia nowej sekcji na State College of Washington brzmiał: "Paul Nemenyi at the State College of Washington".
Niektóre źródła twierdzą, iż był biologicznym ojcem szachowego mistrza świata Bobby Fischera